# تسمنیک
تسمنیک (به آلمانی: Zemnick) یک منطقهٔ مسکونی در آلمان است که در تسانا-لشتر واقع شده‌است. تسمنیک ۱۲۳ نفر جمعیت دارد.